# José Sacristán
José Sacristán Turiégano (Chinchón, Madrid, 27 de septiembre de 1937) es un actor y director español de cine, teatro y televisión.
Integrante inicialmente del grupo de actores cómicos del llamado landismo durante los años 1970, su carrera cinematográfica da un giro importante a partir de la Transición Española, con películas como Un hombre llamado Flor de Otoño o Asignatura pendiente, que le permiten enriquecer su registro interpretativo.

## Biografía
Nacido en la localidad madrileña de Chinchón en 1937, estudió en la Institución Sindical de Formación Profesional Virgen de la Paloma, entonces regentada por la Congregación Salesiana, pero abandonó el centro para trabajar desde su adolescencia en el taller mecánico de su padre. Su infancia, en la Castilla profunda de posguerra, fue difícil por el hambre, por ver a su madre volver de visitar a su padre en la cárcel y por la situación socioeconómica y política de España.
Cuando estaba cumpliendo el servicio militar en Melilla, decidió dedicarse a la interpretación, dejando su trabajo de mecánico tornero, para seguir su vocación teatral. Se interesa desde muy joven por el teatro independiente y comienza en el Teatro Infanta Isabel de Madrid. Actuó como aficionado hasta 1960, año en que debuta como profesional. Su acceso al mundo cinematográfico se da en la década de los sesenta con papeles secundarios que poco a poco irán adquiriendo importancia.
Empezó en el teatro en 1960 con "Los ojos que vieron la muerte" y destacó con "Julio César" en 1964. Ya nunca dejaría los escenarios, que compagina desde 1965 con el cine y la televisión desde entonces.
Estuvo incluido en el grupo de actores más taquilleros del cine español de los setenta junto a Alfredo Landa y José Luis López Vázquez. Su debut en el cine se produjo con La familia y uno más en 1965 y luego vendrían las comedias atrevidas de la época, sin perjuicio de que José Sacristán se haya revelado como un excelente actor dramático en trabajos como Un hombre llamado Flor de Otoño, de Pedro Olea, La colmena, de Mario Camus o El pájaro de la felicidad, de Pilar Miró. Con Solos en la madrugada, una de las cinco películas que rodó en 1978, se hizo muy popular en Argentina, adonde se trasladó para realizar varios trabajos más.

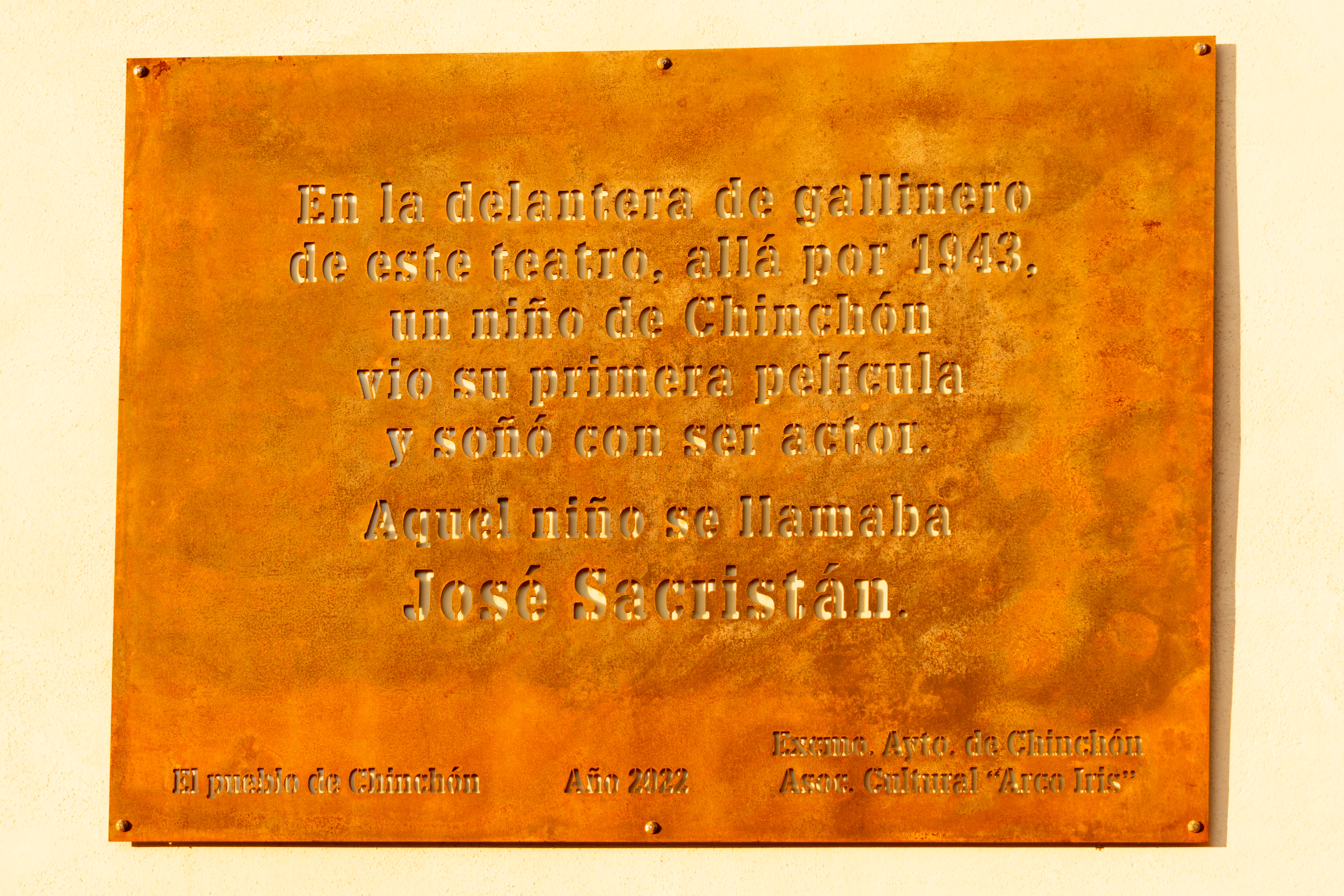
Placa dedicada a José Sacristán en el exterior del Teatro Lope de Vega de Chinchón.

Con más de un centenar de películas a sus espaldas, también ha destacado como director. Dirigió y protagonizó Soldados de plomo (1983), Cara de acelga (1987), donde también fue el responsable del guion junto a Carlos Pérez Merinero, y Yo me bajo en la próxima, ¿y usted? (1992), en la que compartió protagonismo con Concha Velasco.
Es un actor estrechamente vinculado al teatro y entre sus últimos trabajos destacan los musicales El hombre de La Mancha y My Fair Lady en los que compartió protagonismo con Paloma San Basilio y sacó a relucir una faceta hasta ahora desconocida, la musical.
Resulta premiado con la Concha de Plata en el Festival de Cine de San Sebastián de 1978 por Un hombre llamado Flor de Otoño y en 1982 consigue el primero de sus cuatro Fotogramas de Plata por su trabajo en la película La colmena. En 2012 obtiene su primer, y único, Premio Goya por su papel en la película de Javier Rebollo, El muerto y ser feliz, por la que también recibe su segunda Concha de Plata en San Sebastián.
En 2010 fue nombrado Arcipreste del Año en el Festival Medieval de Hita.
En 2011 la prestigiosa Asociación de Cronistas Cinematográficos de la Argentina le entrega el Premio Cóndor de Plata a la trayectoria en la 59ª Ceremonia de este premio, considerado el máximo galardón al cine en la Argentina.
En 2013 regresó a la televisión fichando por la serie Velvet en Antena 3. En 2014 interpretó el papel de Damián en Magical girl, el segundo largometraje de Carlos Vermut.
El año 2016 fue muy productivo para él. Participó en las películas Las furias, Toro, Quatretondeta y Yo quise hacer los bingueros 2. Además protagonizó la obra de teatro Muñeca de porcelana, obra escrita por David Mamet para Al Pacino y dirigida por el director andaluz Juan Carlos Rubio, cuyo estreno absoluto se produjo en el Teatro Lope de Vega de Sevilla en febrero de 2016.
En 2017, año en que cumplió 80 años, grabó Tiempos de guerra, serie de Antena 3, rodó la ópera prima de Pau Durá, Formentera Lady, y retomó desde el mes de septiembre la gira de Muñeca de porcelana, de David Mamet, prevista hasta junio de 2018.Además, a partir de ese año los Premios Ciudad de Melilla de la Semana de Cine de Melilla pasaron a llamarse Premios José Sacristán.
En septiembre de 2018 se anuncia que formará parte del reparto de Alta mar la nueva serie de Bambú Producciones, junto con la veterana Ángela Molina.
En 2018 estrenó la versión teatral de Señora de rojo sobre fondo gris, de Miguel Delibes, adaptada por José Sámano, con la que planea estar de gira por España hasta 2021. El actor anunció en Valencia en 2020 que esta gira será su despedida de los escenarios.

## Vida personal

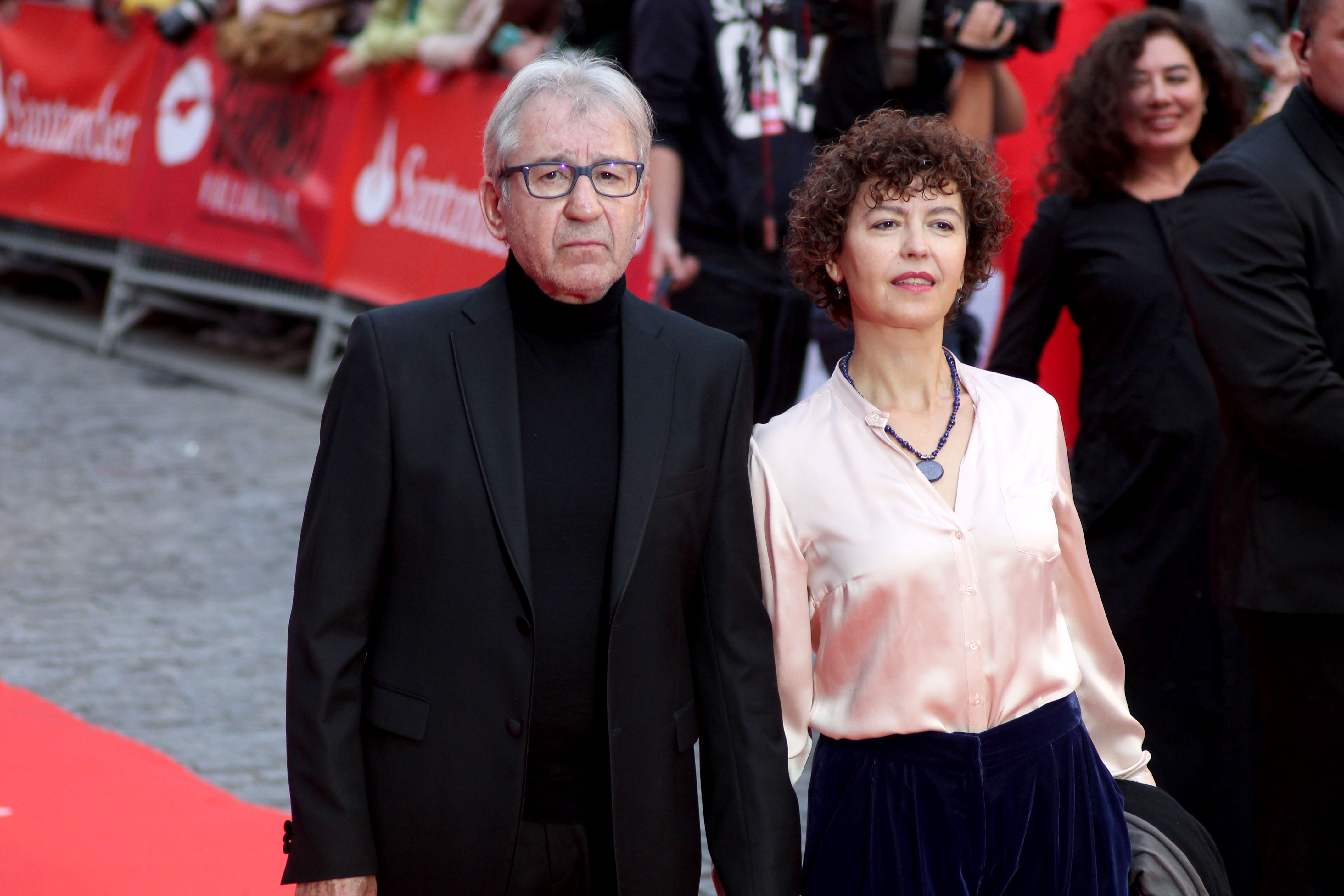
José Sacristán y Amparo Pascual en la SEMINCI de 2015

En cuanto a su vida personal, su primer matrimonio fue con Isana Medel, con quien tuvo dos hijos (José Antonio e Isabel). Después de divorciarse, se casó con la actriz francesa Liliane Meric, con quien rodó en 1975 Lo verde empieza en los Pirineos y tuvo una hija (Arnelle). Posteriormente se casó en terceras nupcias con Amparo Pascual. 
Durante toda su vida se ha posicionado a favor de causas justas y en defensa de la igualdad. Es reconocido votante de la izquierda política.

## Filmografía (como actor)
- La familia y uno más (1965)
- El arte de casarse (1966)
- La ciudad no es para mí (1966)
- Nuevo en esta plaza (1966)
- Novios 68 (1967)
- Sor Citroën (1967)
- ¿Qué hacemos con los hijos? (1967)
- Un millón en la basura (1967)
- Relaciones casi públicas (1968)
- Las secretarias (1968)
- No le busques tres pies... (1968)
- ¡Cómo está el servicio! (1968)
- Johnny Ratón (1969)
- El ángel (1969)
- Sangre en el ruedo (1969)
- ¿Por qué pecamos a los cuarenta? (1969)
- Soltera y madre en la vida (1969)
- Pierna creciente, falda menguante (1970)
- El hombre que se quiso matar (1970)
- Cateto a babor (1970)
- La tonta del bote (1970)
- Don Erre que Erre (1970)
- Una señora llamada Andrés (1970)
- Vente a Alemania, Pepe (1971)
- La graduada (1971)
- Vente a ligar al Oeste (1971)
- No desearás a la mujer del vecino (1971)
- Las Ibéricas F.C. (1971)
- Españolas en París (1971)
- El apartamento de la tentación (1971)
- Cómo casarse en siete días (1971)
- Dos chicas de revista (1972)
- El padre de la criatura (1972)
- París bien vale una moza (1972)
- Soltero y padre en la vida (1972)
- Guapo heredero busca esposa (1972)
- Venga a ligar al Oeste (1972)
- Lo verde empieza en los Pirineos (1973)
- Manolo la nuit (1973)
- El abuelo tiene un plan (1973)
- Señora doctor (1973)
- Las estrellas están verdes (1973)
- Pasqualino Cammarata Capitano di Fregata (1973)
- La mujer con botas rojas (1974)
- Mi mujer es muy decente, dentro de lo que cabe (1974)
- Vida conyugal sana (1974)
- Sex o no sex (1974)
- El secreto inconfesable de un chico bien (1975)
- La mujer es cosa de hombres (1975)
- No quiero perder la honra (1975)
- Los nuevos españoles (1975)
- Pantaleón y las visitadoras (1975)
- Hasta que el matrimonio nos separe (1976)
- Ellas los prefieren...locas (1976)
- Las largas vacaciones del 36 (1976)
- Reina Zanahoria (1977)
- Parranda (1977)
- Asignatura pendiente (1977)
- ¡Arriba Hazaña! (1978)
- El diputado (1978)
- Un hombre llamado Flor de Otoño (1978)
- Solos en la madrugada (1978)
- Oro rojo (1978)
- Operación Ogro (1979)
- Miedo a salir de noche (1979)
- Mis relaciones con Ana (1979)
- Navajeros (1980)
- El divorcio que viene (1980)
- La cripta (1981)
- Estoy en crisis (1982)
- La colmena (1982)
- ¡Que vienen los socialistas! (1982)
- Soldados de plomo (1983, también como director)
- "Atraco al banco central" (1983)
- Dos mejor que uno (1984)
- La noche más hermosa (1984)
- Epílogo (1984)
- A la pálida luz de la luna (1985)
- La vaquilla (1985)
- El viaje a ninguna parte (1986)
- Cara de acelga (1986, también como director)
- El extranger-oh! de la calle Cruz del Sur (1987)
- Luna de lobos (1987)
- El vuelo de la paloma (1989)
- Yo me bajo en la próxima, ¿y usted? (1992, también como director)
- Un lugar en el mundo (1992)
- Convivencia (1993)
- Todos a la cárcel (1993)
- Madregilda (1993)
- El pájaro de la felicidad (1993)
- Historias de la puta mili (1993)
- Siete mil días juntos (1995)
- La marcha verde (2001)
- Fumata blanca (2002)
- Bar "El Chino" (2003)
- Cosas que hacen que la vida valga la pena (2004)
- Roma (2004)
- La guerra de los mundos (2005, narrador en la versión en español)
- Madrid, 1987 (2011)
- El muerto y ser feliz (2012)
- La hermandad (2013)
- Murieron por encima de sus posibilidades (2014)
- Magical Girl (2014)
- Vulcania (2015)
- Perdiendo el norte (2015)
- Las furias (2016)
- Toro (2016)
- Quatretondeta (2016)
- Yo quise hacer los bingueros 2 (2016)
- Formentera Lady (2018)
- El inconveniente (2020)
- Cuidado con lo que deseas (2021)
- 13 exorcismos (2022)
- Escape (2024)

## Filmografía (como director)
- Soldados de plomo (1983)
- Cara de acelga (1986)
- Yo me bajo en la próxima, ¿y usted? (1992)

## Obras de teatro
- La colección (2024)
- Señora de rojo sobre fondo gris (2018)
- Muñeca de porcelana (2016)
- El loco de los balcones (2014)
- Yo soy Don Quijote de la Mancha (2012)
- Caminando con Antonio Machado (2011-2012, obra que rinde homenaje al escritor sevillano)
- Dos menos (2008-2010)
- Un picasso (2007)
- Almacenados (2004-2005)
- Danza macabra (2004)
- My Fair Lady (2001-2003)
- La muerte de un viajante (2000-2001)
- Amadeus (2000)
- El hombre de La Mancha (1997-1999)
- Cristales rotos (1995)
- La Gallarda (1992)
- Las guerras de nuestros antepasados (1989-1990)
- Una jornada particular (1988)
- Yo me bajo en la próxima, ¿y usted? (1980-1982)
- Sé infiel y no mires con quién (1972)
- No entiendo a mi marido (1968)
- Corona de amor y muerte (1966)
- Café con pimienta (1965)
- Julio César (1964)
- Los ojos que vieron la muerte (1960)

## Televisión
| Año         | Título               | Personaje            | Cadena       | Datos        |
| ----------- | -------------------- | -------------------- | ------------ | ------------ |
| 1968        | Hora once            |                      | TVE          | 3 episodios  |
| 1966 - 1970 | Teatro de siempre    | Jantias              | TVE          | 9 episodios  |
| 1972        | Stop                 | Pepe                 | TVE          | 18 episodios |
| 1972 - 1975 | Estudio 1            | Varios personajes    | TVE          | 7 episodios  |
| 1988        | Gatos en el tejado   | Manolo Beltrán       | 13 capítulos |              |
| 1991        | Farmacia de guardia  | Mateo                | Antena 3     | 1 episodio   |
| 1995        | Quién da la vez      | Viviano              | Antena 3     | 13 capítulos |
| 1996 - 1997 | Éste es mi barrio    | Cándido Cabrales     | Antena 3     | 31 episodios |
| 1999        | La Argentina de Tato | Julio Iglesias       | Canal 13     | 1 capítulo   |
| 2014 - 2016 | Velvet               | Emilio López         | Antena 3     | 55 episodios |
| 2017        | Tiempos de guerra    | Vicente Ruiz-Márquez | Antena 3     | 13 capítulos |
| 2017 - 2019 | Velvet Colección     | Emilio López         | #0           | 7 episodios  |
| 2019 - 2020 | Alta mar             | Don Pedro Villanueva | Netflix      | 22 episodios |

## Premios y nominaciones
Premios Goya
| Año  | Categoría                                   | Película              | Resultado |
| ---- | ------------------------------------------- | --------------------- | --------- |
| 2022 | Premio Goya de Honor                        | Premio Goya de Honor  | Ganador   |
| 2014 | Mejor interpretación masculina de reparto   | Magical Girl          | Nominado  |
| 2012 | Mejor interpretación masculina protagonista | El muerto y ser feliz | Ganador   |

Festival Internacional de Cine de San Sebastián
| Año  | Categoría                      | Película                        | Resultado |
| ---- | ------------------------------ | ------------------------------- | --------- |
| 2012 | Concha de Plata al mejor actor | El muerto y ser feliz           | Ganador   |
| 1983 | Premio Sociedad Fotográfica    | Soldado de plomo                | Ganador   |
| 1978 | Concha de Plata al mejor actor | Un hombre llamado Flor de Otoño | Ganador   |

Premios Sant Jordi de Cine
| Año  | Categoría                                 | Película                                                                            | Resultado |
| ---- | ----------------------------------------- | ----------------------------------------------------------------------------------- | --------- |
| 2012 | Mejor actor español                       | Madrid, 1987                                                                        | Ganador   |
| 1979 | Mejor actor español                       | Parranda El diputado Solos en la madrugada Un hombre llamado Flor de Otoño Oro rojo | Ganador   |
| 1974 | Mejor interpretación en película española | Vida conyugal sana                                                                  | Ganador   |

Premios Cóndor de Plata
| Año  | Categoría                       | Película                        | Resultado |
| ---- | ------------------------------- | ------------------------------- | --------- |
| 2011 | Premio Cóndor de Plata de Honor | Premio Cóndor de Plata de Honor | Ganador   |
| 1993 | Mejor actor de reparto          | Un lugar en el mundo            | Ganador   |

Premios Feroz
| Año  | Categoría                           | Película                           | Resultado |
| ---- | ----------------------------------- | ---------------------------------- | --------- |
| 2017 | Mejor actor de reparto en una serie | Velvet                             | Ganador   |
| 2015 | Mejor actor de reparto              | Magical Girl                       | Ganador   |
| 2014 | Feroz de Honor, a toda una carrera  | Feroz de Honor, a toda una carrera | Ganador   |

Premios José María Forqué
| Año  | Categoría                      | Película     | Resultado |
| ---- | ------------------------------ | ------------ | --------- |
| 2012 | Mejor interpretación masculina | Madrid, 1987 | Ganador   |

Premios Pávez - Festival Nacional de Cortometrajes Talavera de la Reina
| Año  | Categoría        | Resultado |
| ---- | ---------------- | --------- |
| 2016 | Pávez Honorífico | Ganador   |

Premios Fotogramas de Plata
| Año  | Categoría                      | Película                              | Resultado |
| ---- | ------------------------------ | ------------------------------------- | --------- |
| 2012 | Mejor actor de teatro          | Yo soy Don Quijote de la Mancha       | Ganador   |
| 2005 | Mejor actor de teatro          | Almacenados                           | Nominado  |
| 2001 | Mejor actor de teatro          | La muerte de un viajante My Fair Lady | Ganador   |
| 1997 | Mejor actor de teatro          | El hombre de La Mancha                | Ganador   |
| 1988 | Mejor intérprete de televisión | Gatos en el tejado                    | Ganador   |
| 1982 | Mejor actor de cine            | La colmena                            | Ganador   |

Premios TP de Oro
| Año  | Categoría                 | Película           | Resultado |
| ---- | ------------------------- | ------------------ | --------- |
| 1988 | Mejor actor de televisión | Gatos en el tejado | Ganador   |

Premios ACE (Nueva York)
| Año  | Categoría   | Película   | Resultado |
| ---- | ----------- | ---------- | --------- |
| 1984 | Mejor actor | La colmena | Ganador   |

Premios de la Unión de Actores
| Año  | Categoría                                       | Película          | Resultado |
| ---- | ----------------------------------------------- | ----------------- | --------- |
| 2014 | Toda una Vida                                   | Toda una Vida     | Ganador   |
| 1996 | Mejor interpretación protagonista de televisión | Éste es mi barrio | Nominado  |

Medallas del Círculo de Escritores Cinematográficos
| Año  | Categoría              | Película         | Resultado |
| ---- | ---------------------- | ---------------- | --------- |
| 2019 | Medalla de Honor       | Medalla de Honor | Ganador   |
| 2014 | Mejor actor secundario | Magical Girl     | Nominado  |
| 2012 | Mejor actor            | Madrid, 1987     | Nominado  |

Premios Iris
| Año  | Categoría                      | Película | Resultado |
| ---- | ------------------------------ | -------- | --------- |
| 2014 | Mejor interpretación masculina | Velvet   | Nominado  |

Premios Corral de Comedias
| Año  | Categoría                 | Película                  | Resultado |
| ---- | ------------------------- | ------------------------- | --------- |
| 2017 | Premio Corral de Comedias | Premio Corral de Comedias | Ganador   |

Otros premios
- Medalla de Oro al Mérito en las Bellas Artes (2001).[22]
- Premio Nacional de Cinematografía Nacho Martínez del Festival Internacional de Cine de Gijón (2015).
- Premio Corral de Comedias del Festival de Teatro Clásico de Almagro (2017).[9]
- Premio José Sacristán de la Semana de Cine de Melilla (2017)[10]
- El 2 de julio de 2021 fue galardonado con el Premio Nacional de Cinematografía, por unanimidad, concedido por el Ministerio de Cultura y Deporte, en reconocimiento a su carrera.[23][24]
- El 17 de enero de 2022 fue galardonado con el Premio 'El Ojo Crítico' Especial 2021 de Radio Nacional de España (RNE).[25]
- Premio UIMP a la Cinematografía (2022).
- Premio de Honor de la edición 15 de los Premios del Teatro Musical (2023).[26]
- Premio Abogados de Atocha (2025).[27]